# چارلی جاویت
چارلی جاویت (انگلیسی: Charlie Jowitt؛ زادهٔ ۱ ژانویهٔ ۱۸۷۲) بازیکن فوتبال اهل بریتانیا است.
از باشگاه‌هایی که در آن بازی کرده‌است می‌توان به باشگاه فوتبال لیورپول اشاره کرد.